# Gilles Cornec
Pour les articles homonymes, voir Cornec.
Gilles Cornec, né en 1953 à Brest, est un écrivain de langue française

## Biographie
Gilles Cornec est psychologue à Brest, membre de l'école psychanalytique de Bretagne. Il est également écrivain.
Parmi les livres qu'il a publié, plusieurs ont trait au sport cycliste. En particulier Le miroir du Tour est paru en 2003. Le titre de ce livre, qui est un récit nourri d'autobiographie, reprend en miroir le titre qu'adoptait, au moment  du Tour de France, le magazine Miroir du cyclisme qui le faisait suivre du millésime de l'année dont il relatait la course. De même ce "Miroir" était dans les titres de sa malle aux trésors de vieux Miroir des sports et Miroir sprint. C'est pour l'auteur l'occasion de revisiter l'histoire du cyclisme des années 1950-1960-1970 avec ses héros tels Fausto Coppi, Gino Bartali, Jacques Anquetil, Rik Van Looy, Luis Ocaña, et ses "hérauts" tantôt journalistes sportifs tels Jacques Goddet, Georges Briquet, Pierre Chany, Maurice  Vidal, tantôt écrivains tels Antoine Blondin, Dino Buzzati, René Fallet, Roger Vailland, Louis Nucéra, Christian Laborde et tant d'autres.
Il a aussi publié des études sur Paul Claudel et Antoine Watteau.